# Надетычи
Надетычи (укр. Надітичі) — село в Розвадовской сельской общине Стрыйского района Львовской области Украины.
Население по переписи 2001 года составляло 499 человек. Занимает площадь 0,492 км². Почтовый индекс — 81640. Телефонный код — 3241.